# Hespérie des potentilles
Pyrgus armoricanus
Espèce
L’Hespérie des potentilles ou Armoricain (Pyrgus armoricanus) est une espèce de lépidoptères (papillons) de la famille des Hesperiidae, de la sous-famille des Pyrginae et du genre Pyrgus.

## Taxonomie
Pyrgus armoricanus a été décrit par Charles Oberthür en 1910.

### Noms vernaculaires
L'Hespérie des potentilles ou Armoricain se nomme Oberthur's Grizzled Skipper en anglais et Ajedrezada yunque en espagnol,.

### Sous-espèces
- Pyrgus armoricus maroccanus Picard, 1950; présent en Algérie et au Maroc.
- Pyrgus armoricus persicus (Reverdin, 1913)[1].

## Description
L'Hespérie des potentilles est un petit papillon d'une envergure de 24 mm à 30 mm, de couleur variant du kaki ou marron, avec une frange blanche entrecoupée, une suffusion blanche et aux antérieures une ornementation de petites taches blanches.
Le revers est plus clair, gris verdâtre taché de blanc avec une tache ovale caractéristique.

## Biologie

### Période de vol et hivernation
L'Hespérie des potentilles vole en deux générations en mai-juin puis en août-septembre, mais en une seule génération en juin-juillet au nord de son aire de répartition.

### Plantes hôtes
Les plantes hôtes de sa chenille sont des Potentilla : Potentilla arenaria, Potentilla gelida,Potentilla pedata, Potentilla reptans, Potentilla tabernaemontani et Potentilla vesca; Fragaria vesca et Helianthemum nummularium,.

## Écologie et distribution
L'Hespérie des potentilles est présente en Afrique du Nord, en Europe (mais absente d'Irlande, de l'Angleterre, de la bordure de la Manche de la France au Danemark et de tout le nord de l'Europe) et elle est présente au Moyen-Orient jusqu'en Iran.
L'Hespérie des potentilles est présente dans toute la France métropolitaine sauf une dizaine de départements disséminés du centre au Nord-ouest.

### Biotope
L'Hespérie des potentilles réside dans les lieux secs, rocheux et herbus.

### Protection
Pas de statut de protection particulier.